# EMD GP20形ディーゼル機関車
EMD GP20は、1959年11月から1962年4月の間にアメリカのGM-EMDが製造した電気式ディーゼル機関車である。後述の試験を経て、初めてターボチャージャーを備えた567D2型ディーゼルエンジンを搭載し、出力の向上を図った。

## 詳細
外観は、GP9の後期バージョンおよびGP18に似ているが、排気煙突が2つになった。GP20を特徴づけるものとしては、小さなラジエターファンが車体後部の大型ファンの前に装備されていることである。
バリエーションとして、グレート・ノーザン鉄道(GN)の車両はショート・フードの高さが運転台屋根まであるハイ・フード型であり、通常とは逆にロング・フード側が前になるように製造された。また、ウェスタン・パシフィック鉄道(WP)の10両は、やはりハイ・フードを備えているが、運転台は両方向に向けて2組備えられた。
同じ排気量のエンジンを搭載した6動軸の姉妹機種、SD24が2,400馬力であるのに対し、本形式が2,000馬力であるのは、駆動用モーターがSD24の6個に対し4個と少ないために電流の許容量がSD24よりも小さいためである。
本形式は260両が製造され、すべてアメリカ合衆国で使用された。

## オマハGP20
GM-EMDは、567型エンジンにターボチャージャーを装備することに慎重であった。1955年9月、ユニオン・パシフィック鉄道(UP)は、同型エンジンを搭載するGP9の19両に対して独自にターボチャージャーを装着してテストをしたところ、出力が1,750馬力から2,000馬力に向上し、567型エンジンにもターボチャージャーを装着できる可能性が証明された。このターボチャージャーを試験装着した機関車を、オマハ (Omaha) GP20という。
9両はAiReseach社の、10両はElliott社のものを使用した。前者はその長方形の排気口が屋根上の運転室よりのラジエターファンのそばにあり、後者は排気口が車体側面のエアフィルターのそばにある。19両中15両はターボチャージャーを撤去の上GP9に復元、残る4両は新たなターボチャージャーつきエンジンに取り替えられた。
このことから、GM-EMDは独自に567型エンジン用ターボチャージャーを開発し、装着したエンジンを567D2型とした。GP20の量産を開始する前、このエンジンを積んだGP9を1959年3月から6月にかけてUPに9両納入した。
そのほかにも、GP9を改装したオマハGP20が1959年6月から1965年10月までに47両製造されている。